# Beauchamp
Beauchamp – miejscowość i gmina we Francji, w regionie Île-de-France, w departamencie Dolina Oise.
Według danych na rok 1990 gminę zamieszkiwały 8934 osoby, a gęstość zaludnienia wynosiła 2958 osób/km² (wśród 1287 gmin regionu Île-de-France Beauchamp plasuje się na 251. miejscu pod względem liczby ludności, natomiast pod względem powierzchni na miejscu 812).